# Тепле (Сімферопольський район)
Те́пле (до 1948 року — Чешмеджи, крим. Çeşmeci) — село (до 2007 — селище) в Україні, Сімферопольському районі Автономної Республіки Крим.